# Sailly, Ardennes
Sailly är en kommun i departementet Ardennes i regionen Grand Est (tidigare regionen Champagne-Ardenne) i nordöstra Frankrike. Kommunen ligger  i kantonen Carignan som ligger i arrondissementet Sedan. År 2022 hade Sailly 249 invånare.

## Befolkningsutveckling
Antalet invånare i kommunen Sailly
Referens: INSEE